# Wickliffe (Oklahoma)
Wickliffe es un lugar designado por el censo ubicado en el condado de Mayes en el estado estadounidense de Oklahoma. En el Censo de 2010 tenía una población de 75 habitantes y una densidad poblacional de 40,45 personas por km².

## Geografía
Wickliffe se encuentra ubicado en las coordenadas 36°17′44″N 95°6′23″O / 36.29556, -95.10639. Según la Oficina del Censo de los Estados Unidos, Wickliffe tiene una superficie total de 2.98 km², de la cual 2.98 km² corresponden a tierra firme y (0%) 0 km² es agua.

## Demografía
Según el censo de 2010, había 75 personas residiendo en Wickliffe. La densidad de población era de 40,45 hab./km². De los 75 habitantes, Wickliffe estaba compuesto por el 57.33% blancos, el 0% eran afroamericanos, el 30.67% eran amerindios, el 0% eran asiáticos, el 0% eran isleños del Pacífico, el 0% eran de otras razas y el 12% pertenecían a dos o más razas. Del total de la población el 0% eran hispanos o latinos de cualquier raza.